# Ljanik
Ljanik (cyr. Љаник) – wieś w Serbii, w okręgu pczyńskim, w gminie Preševo. W 2002 roku liczyła 29 mieszkańców.